# Langenburg (Saskatchewan)
Langenburg (Town of Langenburg) (ausgesprochen / lændʒənbərg /) ist eine Kleinstadt in der Gemeinde Langenburg No. 18 der kanadischen Provinz Saskatchewan.
Langenburg liegt am Saskatchewan Highway 16 im südöstlichen Teil der Provinz. Die nächste Stadt, Yorkton, befindet sich 70 km nordwestlich. Die umgebende Region ist Teil der als Aspen Parkland bezeichneten kanadischen Ökoregion.
Langenburg wurde in den 1880er Jahren hauptsächlich von Deutschen besiedelt. Benannt wurde die Stadt zunächst als „Kolonie Hohenlohe“ nach dem Fürsten Hermann zu Hohenlohe-Langenburg. Im Winter 1886/87 wurde der Ort an die Manitoba and Northwestern Railway angeschlossen. Diese errichtete einen Bahnhof namens Langenburg, dem der Ort seinen Namen verdankt.